# Англичанка (мини-сериал)
«Англичанка» (англ. The English) — мини-сериал в жанре ревизионистского вестерна, снятый режиссёром Хьюго Бликом по собственному сценарию. Главные роли исполнили Эмили Блант и Чэск Спенсер. В Великобритании сериал был выпущен 10 ноября 2022 года на телеканале BBC Two, в Соединённых Штатах трансляция осуществлялась на Amazon Prime Video.

## Сюжет
В 1890 году англичанка леди Корнелия Локк приезжает на Запад США, с целью отомстить человеку, которого считает виновным в смерти своего сына. По приезде она знакомится с Эли Уиппом, бывшим кавалерийским разведчиком скаутом-пауни, который едет в Небраску, чтобы потребовать причитающуюся ему землю за службу в армии США. В дальнейшем их судьбы тесно переплетаются.

## В ролях
- Эмили Блант — леди Корнелия Локк
- Чэск Спенсер — сержант Эли Уипп / Раненый волк
- Рейф Сполл — Дэвид Мелмонт
- Том Хьюз — Томас Траффорд
- Стивен Ри — шериф Роберт Маршалл
- Валери Пэхнер[англ.] — Марта Майерс
- Тоби Джонс — Себолд Куск
- Киаран Хайндс — Ричард М. Уоттс[3]

## Производство
В феврале 2020 года на главную роль в сериале была утверждена Эмили Блант, сценаристом и режиссером проекта выступил Хьюго Блик, а Amazon Studios и BBC Studios занялись совместным продюсированием. В мае 2021 года к актёрскому составу присоединились Чэск Спенсер, Рэйф Сполл, Тоби Джонс, Том Хьюз, Стивен Ри, Валери Пахнер, Киаран Хайндс, Малкольм Сторри, Стив Уолл, Никола Маколифф, Суле Рими и Кристиан Солимено.
Основные съёмки проходили в Испании в период с мая по сентябрь 2021 года.

## Список эпизодов
| № | Название                          | Режиссёр   | Автор сценария | Дата премьеры                            | Зрители UK (млн) |
| - | --------------------------------- | ---------- | -------------- | ---------------------------------------- | ---------------- |
| 1 | «What You Want and What You Need» | Хьюго Блик | Хьюго Блик     | ноябрь 11, 2022 ноябрь 10, 2022 (BBC 2)  | 3.14             |
| 2 | «Path of the Dead»                | Хьюго Блик | Хьюго Блик     | ноябрь 11, 2022 ноябрь 17, 2022 (BBC 2)  | н/д              |
| 3 | «Vultures on the Line»            | Хьюго Блик | Хьюго Блик     | ноябрь 11, 2022 ноябрь 24, 2022 (BBC 2)  | н/д              |
| 4 | «The Wounded Wolf»                | Хьюго Блик | Хьюго Блик     | ноябрь 11, 2022 декабрь 1, 2022 (BBC 2)  | н/д              |
| 5 | «The Buffalo Gun»                 | Хьюго Блик | Хьюго Блик     | ноябрь 11, 2022 декабрь 8, 2022 (BBC 2)  | н/д              |
| 6 | «Cherished»                       | Хьюго Блик | Хьюго Блик     | ноябрь 11, 2022 декабрь 15, 2022 (BBC 2) | н/д              |

## Отзывы критиков
Рейтинг сериала на сайте-агрегаторе рецензий Rotten Tomatoes составляет 84 %, со средней оценкой 8,1/10 на основе 62 обзоров. Консенсус сайта гласит: «Визуальное пиршество, усиленное актёрскими перформансами Эмили Блант и Часка Спенсера. „Англичанка“ — это динамичный вестерн с отчасти путанным сюжетом, сделанный с высоким мастерством». На Metacritic оценка проекта составляет балл 74 балла из 100 (26 рецензий), что приравнивается к «в целом положительному» статусу. Обозреватель газеты The Guardian поставил сериалу пять баллов из пяти, отметив: «Хотя вы можете потерять некоторые детали, сюжет всегда ясен, а актёрская игра убедительна», назвав работы Спенсера и Блант «откровением».